# Shiver
Shiver är en amerikansk thrillerfilm som förväntas ha premiär den 3 juli 2026. Filmen är regisserad av Tommy Wirkola som även skrivit filmens manus.

## Handling
Under en våldsam orkan kämpar en kuststad och dess invånare mot naturen och en invasion av hajar. Genom att trotsa störtregn, bråte och mörker förenas de för att överleva de dödliga rovdjuren.

## Rollista (i urval)
- Phoebe Dynevor
- Whitney Peak
- Djimon Hounsou
- Sami Afuni
- Dante Ubaldi